# Distrito Escolar Consolidado Independiente San Felipe Del Rio
El Distrito Escolar Consolidado Independiente San Felipe Del Rio (San Felipe Del Rio Consolidated Independent School District, SFDR-CISD) es un distrito escolar de Texas. Tiene su sede en Del Río.
Niños de edades escolares que viven en la Base de la Fuerza Aérea Laughlin asisten a las escuelas del SFDR-CISD.
Antes de 2009, algunos niños que vivió en Ciudad Acuña asistieron a las escuelas de SFDR-CISD con direcciones falsas; solamente estudiantes con direcciones en los Estados Unidos, en el área del distrito escolar, tener permiso a asistir las escuelas de San Felipe Del Rio CISD. En 2009 el superintendente de SFDR-CISD, Kelt Cooper, estableció nuevas reglas que prohíben direcciones falsas.